# Richard Parker, 9. Earl of Macclesfield
Richard Timothy George Mansfield Parker, 9. Earl of Macclesfield (* 31. Mai 1943) ist ein britischer Peer und Politiker.

## Leben und Karriere
Parker wurde im Mai 1943 als Sohn von George Parker, 8. Earl of Macclesfield (1914–1992) und Valerie Mansfield (1918–1995) geboren. Er hat einen jüngeren Bruder David. Parker besuchte die Stowe School in Buckingham und studierte am Worcester College der University of Oxford. Dort graduierte er 1965 mit einem Bachelor of Arts.
Im Jahr 2002 versuchte Parker durch einen richterlichen Beschluss des High Court of Justice, ein lebenslanges Wohnrecht auf Shirburn Castle zu erringen. Diesem Wunsch standen Mitglieder seiner Familie, darunter sein Bruder, sein Onkel und sein Neffe entgegen, die Aktieninhaber bei der Gebäudeverwaltungsgesellschaft dieses Anwesens waren. Da diese an einer kommerziellen Nutzung des Anwesens interessiert waren, lehnten sie die Gewährung dieses Wohnrechtes ab. Parker wurde vorgeworfen, dass er die Anlage nach dem Tod seiner Mutter im Jahre 1994 „widerrechtlich in Besitz genommen habe“. Parker verlor den Prozess, dem eine Reihe von Familienstreitigkeiten vorangegangen waren, die in der Mitte der 1980er Jahre zwischen den Eigentümern des Schlosses begonnen hatten und mit diesem Urteil beendet wurden.

## Mitgliedschaft im House of Lords
Beim Tod des Vaters im Dezember 1992 erbte er den Titel des Earl of Macclesfield und den damals damit verbundenen Sitz im House of Lords. Dort saß er als Crossbencher. Seinen Sitz nahm er erstmals am 28. April 1993 ein. Seine Antrittsrede hielt er am 19. Mai 1993. Zuletzt sprach er dort am 19. Mai 1999 zum Thema konduktive Bildung. Durch den House of Lords Act 1999 verlor er seinen Sitz. Für einen der verbleibenden Sitze trat er nicht an.
Im Register of Hereditary Peers, die für eine Nachwahl zur Verfügung stehen, ist er nicht verzeichnet.

## Familie
Parker heiratete am 11. August 1967 Tatiana Cleone Anne Wheaton-Smith, Tochter von Major Craig Wheaton-Smith und Tatiana Wiasemska. Diese Ehe wurde 1985 geschieden. 1986 heiratete er Sandra Hope Fiore, Tochter von Sylvio Fiore.
Aus der ersten Ehe gingen drei Töchter hervor:
- Lady Tanya Susan Parker (* 27. August 1971)
- Lady Katherine Anne Parker (* 19. Juni 1973)
- Lady Marion Jane Parker (* 19. Juni 1973)